# Conirostrum speciosum
El conirrostro culirrufo (Conirostrum speciosum), también denominado mielerito azul (en Paraguay y Venezuela), picocono culicastaño (en Ecuador), pico-de-cono de subcaudales castañas (en Perú), conirrostro pizarra (en Colombia) o saí común (em Bolivia y Argentina), es una especie de ave paseriforme de la familia Thraupidae, perteneciente al género Conirostrum. Es nativo de América del Sur.

## Distribución y hábitat
Se distribuye en áreas disjuntas; desde el este de Colombia al norte de Venezuela; en el escudo guayanés del extremo norte de Brasil, Guyana, Surinam y Guayana Francesa; y en una inmensa área que incluye el occidente de la cuenca amazónica desde el este de Ecuador, este de Perú, oeste de Brasil y a lo largo de todo el río Amazonas y algunos afluentes (ausente del resto de la Amazonia brasileña) y norte de Bolivia, continuando por tierras bajas a oriente de los Andes del sur de Bolivia y noroeste de Argentina (hasta Salta), y desde el noreste de Brasil, hacia el sur por casi todo el país hasta el Río Grande do Sul, Paraguay y noreste de Argentina.
Esta especie es ampliamente diseminada y generalmente común (especialmente hacia el sur) en una variedad de hábitats naturales: el dosel y los bordes se bosques húmedos tropicales y subtropicales, bosques en galería, sabanas, jardines, en la Amazonia prefiere bosques de várzea y riparios, hasta los 1300 m de altitud en el este de Brasil.

## Sistemática

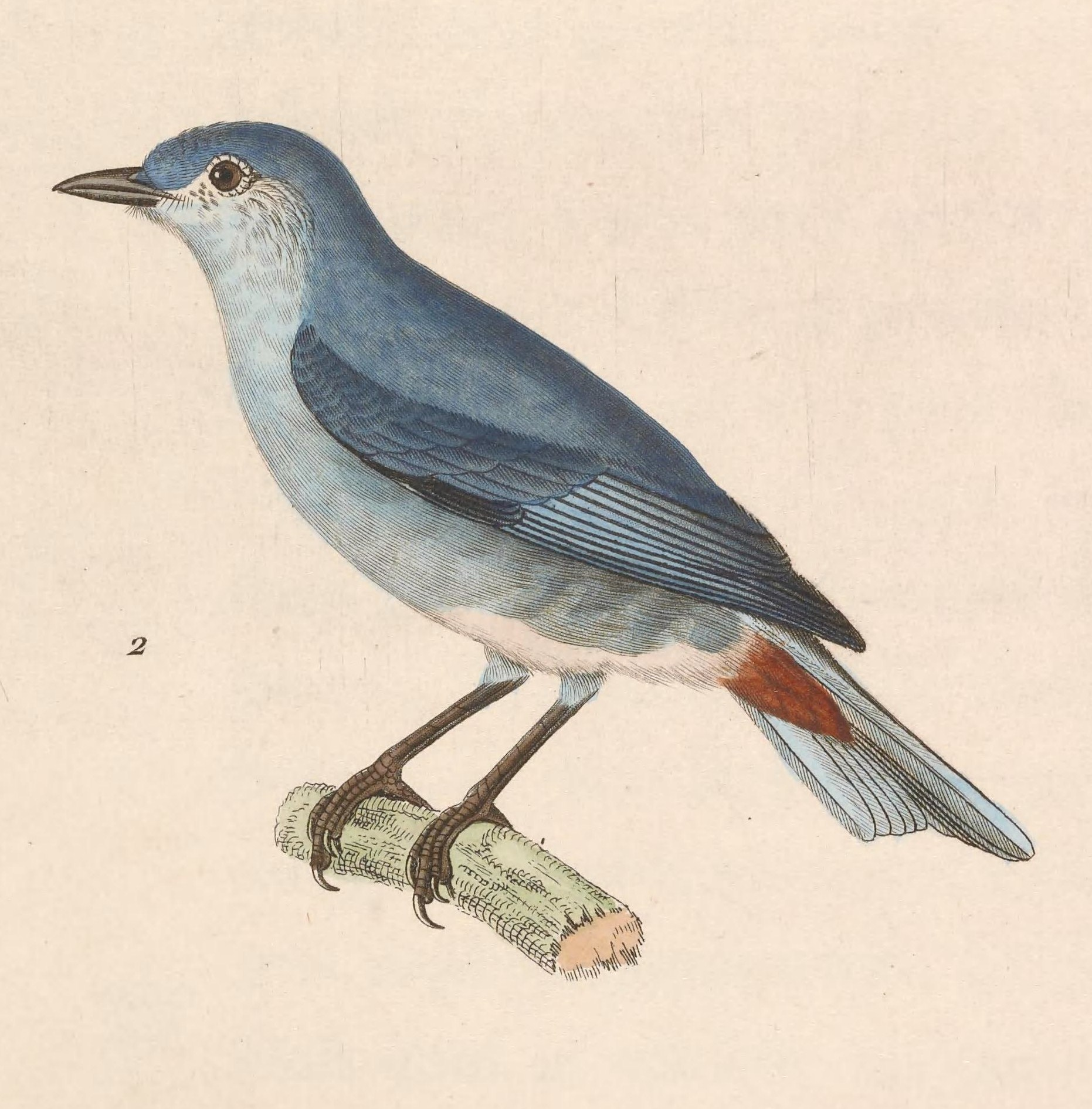
Sylvia speciosa, ilustración de Huet le Jeune y Prêtre en Temminck Nouveau recueil de planches coloriées d'oiseaux, 1838.

### Descripción original
La especie C. speciosum fue descrita por primera vez por el zoólogo neerlandés Coenraad Jacob Temminck en 1824 bajo el nombre científico Sylvia speciosa; su localidad tipo es: «Río de Janeiro, Brasil».

### Etimología
El nombre genérico neutro Conirostrum se compone de las palabras latinas «conus»: cono, y  «rostrum»: pico; y el nombre de la especie «speciosum» deriva del latín  «speciosus»: espléndido, bonito:.

### Subespecies
Según las clasificaciones del Congreso Ornitológico Internacional (IOC) y Clements Checklist/eBird v.2019 se reconocen tres subespecies, con su correspondiente distribución geográfica:
- Conirostrum speciosum amazonum (Hellmayr), 1917 –  este de Colombia al suroeste de Venezuela, las Guayanas, norte de Brasil y este de Perú.
- Conirostrum speciosum guaricola Phelps, Sr & Phelps, Jr, 1949 – centro de Venezuela (este de Guárico y oeste de Anzoátegui)
- Conirostrum speciosum speciosum (Temminck), 1824 –  del sureste de Perú (Puno) al este de Brasil, Bolivia, Paraguay y norte de Argentina.